# MDK Łazienkowska
Młodzieżowy Dom Kultury im. Władysława Broniewskiego w Warszawie − publiczna placówka oświatowo-wychowawcza dla dzieci i młodzieży umożliwiająca rozwijanie zainteresowań i uzdolnień oraz korzystanie z różnych form organizacji czasu wolnego, działająca zgodnie z art. 2 pkt. 3 ustawy z dnia 7 września o systemie oświaty (Dz. U. z 1996 r. nr 67, poz. 329 z późniejszymi zmianami), art. 2 p 3 ustawy z dnia 14 grudnia 2016 r. Prawo oświatowe oraz statutem placówki. Organem prowadzącym placówkę jest Miasto Stołeczne Warszawa. Nadzór pedagogiczny sprawuje Mazowiecki Kurator Oświaty

## Historia
Budynek Domu Harcerza (dziś MDK) przy ul. Łazienkowskiej 7 powstał w 1938 roku. Wybudowany został dzięki publicznej zbiórce pieniędzy. W czasie okupacji mieściło się tu Centrum Kształcenia Instruktorów Sportu dla żołnierzy Wehrmachtu, które prowadził Wilm Hozenfeld.
Po wojnie obiekt został odbudowany. W 1951 roku budynek stał się siedzibą Związku Młodzieży Polskiej. Stowarzyszenie „Ognisko”.
W 1963 roku patronem MDK został Wladysław Broniewski.
W 1979 roku MDK otrzymał nową nieruchomość przy ul. Fabrycznej gdzie zaczęło działać Miasteczko Ruchu

## Działalność
Niektóre z zajęć prowadzonych w MDK:
- rysunek i malarstwo
- plastyka
- ceramika
- architektura i projektowanie
- dekorowanie
- kreatywnie z komputerem
- przygoda z filmem
- fotografia
- zespoły wokalno-taneczne
- gra na instrumentach
- taniec
- śpiew
- przyrodniczo-ekologiczne
- CAMP'art
- warsztaty dla szkół i przedszkoli
- rytmika dla przedszkoli